# Waldhackschnitzel
Waldhackschnitzel werden aus den bei der Läuterung, Durchforstung und Ernte von Wäldern anfallenden geringwertigen Hölzern gewonnen. Hackschnitzel sind häufig etwa 5 cm, in der Regel aber unter 10 cm lang. Sie werden mit scharfen, schneidenden Werkzeugen hergestellt. Unter dem Sortiment Hackholz versteht man zur Herstellung von Waldhackschnitzeln vorgesehenes Holz. Es kann sich aus entasteten und unentasteten Stammteilen, Baumkronen, Ästen und Vollbäumen zusammensetzen.
Waldhackschnitzel werden energetisch genutzt (Erneuerbare Energien) und ihre Bereitstellung gewinnt zunehmend an Bedeutung. Verglichen mit Pellets und Scheitholz sind Hackschnitzel das Energieholzsortiment mit den geringsten Produktionskosten. Das Erneuerbare-Energien-Gesetz (EEG) und Förderprogramme für Hackschnitzelheizungen und Heizwerke tragen zu einer wachsenden Nachfrage bei.